# Casa el Caputx
La Casa el Caputx és una obra gòtica de l'Espluga de Francolí (Conca de Barberà) inclosa a l'Inventari del Patrimoni Arquitectònic de Catalunya.

## Descripció
La casa "El Caputx" té dos elements que la fan interessant, el porxo i la porta. El porxo és una gran obertura davantera format per un gran arc apuntat i sostre amb cabirons entre els revoltons. La porta és de carreus de pedra que suporten una llinda de fusta. Tot plegat dona imatge de l'esplendor passat, ja que aquesta casa era a prop el castell.